# Mark McKoy
Mark McKoy (Georgetown, Guyana, 10 de diciembre de 1961) es un atleta canadiense de origen guyanés retirado, especializado en la prueba de 110 m vallas en la que llegó a ser campeón olímpico en 1992.

## Carrera deportiva
En los JJ. OO. de Barcelona 1992 ganó la medalla de oro en los 110 metros vallas, con un tiempo de 13.12 segundos, llegando a meta por delante de los estadounidenses Tony Dees y Jack Pierce.